# Hruszów (obwód iwanofrankiwski)
Hruszów (ukr. Грушів) – wieś na Ukrainie, w  obwodzie iwanofrankiwskim, w rejonie kołomyjskim.